# Démouville
 Démouville  je obec na severozápadě Francie. Nachází se v Normandii, v departementu Calvados.

## Geografie
Démouville se nachází na předměstí 7 km vzdáleného města Caen.

## Populace
| Rok  | Počet obyv. |
| ---- | ----------- |
| 1962 | 788         |
| 1968 | 1045        |
| 1975 | 1373        |
| 1982 | 2165        |
| 1990 | 2495        |
| 1999 | 3052        |
| 2006 | 3143        |
| 2008 | 3164        |

## Správa
Seznam starostů Démouville
| Od          | Jméno a příjmení          |
| ----------- | ------------------------- |
| březen 1965 | Maurice Denis             |
| březen 1977 | Michel Basley             |
| březen 2001 | Cyrille Laville           |
| březen 2014 | Martine Françoise-Auffret |

## Památky
V obci se nachází kostel Notre-Dame z 13 až 14. století. Tato stavba byla 4. října 1932 zapsána na seznam francouzských historických památek.